# Флекель, Михаил Ильич
Михаи́л Ильи́ч Фле́кель (19 мая 1921, Петроград (позднее Ленинград) — 1985, там же) — русский советский график и искусствовед, автор ряда статей и книг по вопросам полиграфии, в частности — факсимильного репродуцирования произведений искусства, и по истории репродукционной гравюры.
Окончил ИЖСА имени И. Е. Репина. Член секции графики ЛОСХ.

## Избранные публикации
- Флекель М. И. Великие мастера рисунка : Рембрандт. Гойя. Домье / М. И. Флекель. — М. : Искусство, 1974. — 271 с. : ил. — Указ. в: Острой и Саксонова, 2012, с. 526, № 2825. — 25 000 экз.
- Флекель М. И. От Маркантонио Раймонди до Остроумовой-Лебедовой : Очерки по истории и технике репродукционной гравюры XVI–XX веков / М. И. Флекель. — М. : Искусство, 1987. — 367 с. : ил., цв. ил. — Указ. в: Острой и Саксонова, 2012, с. 727, № 4044. — 25 000 экз. — OCLC 17347413.
- Врубель. Рисунки к произведениям М. Ю. Лермонтова. Ред. — составитель М. И. Флекель. Автор текста Сидоров А. А. — Л., 1964. ил.
- Флекель М. И. Графический рисунок Врубеля // Искусство. 1966, № 6. — С. 60–65